# NGC 2502
NGC 2502 (również PGC 22210) – galaktyka soczewkowata (SB0), znajdująca się w gwiazdozbiorze Kila. Odkrył ją John Herschel 5 stycznia 1837 roku.